# Caddyshack II
Caddyshack II (El club de los chalados II en España y Los locos del golf II en Hispanoamérica) es una comedia del año 1988, dirigida por Allan Arkush y protagonizada por Robert Stack, Jessica Lundy y Dyan Cannon. Cuenta con la participación de Chevy Chase y Bill Murray. Es la segunda parte de la película de 1980 Caddyshack. 

## Argumento
La amiga de Kate Hartounian insiste para que ella y su padre, Jack Hartounian, se enrolen en un exclusivo club de golf. Todo va bien hasta que los miembros del club conocen a Jack y rechazan su pedido de membresía. Como venganza, Jack compra los derechos del club y lo convierte en un parque de diversiones. Para terminar con el conflicto, las dos partes se enfrentan en un partido de golf. 

## Reparto
- Jackie Mason como Jack Hartounian.
- Robert Stack como Chandler Young.
- Dyan Cannon como Elizabeth Pearce.
- Dina Merrill como Cynthia Young.
- Jonathan Silverman como Harry.
- Brian McNamara como Todd Young.
- Marsha Warfield como Royette Tyler.
- Paul Bartel como Mr. Jamison.
- Jessica Lundy como Kate Hartounian.
- Chynna Phillips como Mary Frances 'Miffy' Young.
- Randy Quaid como Peter Blunt.
- Chevy Chase como Ty Webb.
- Dan Aykroyd como el capitán Tom Everett.
- Anthony Mockus como Mr. Pierpont.
- Pepe Serna como Carlos.